# コンスタンチン・ウラジミロヴィチ
コンスタンチン・ウラジミロヴィチ（ロシア語: Константин Владимирович、? - 1241年以降）はプロンスク公ウラジーミルの子である。プロンスク公国の分領公。
1217年、兄弟のグレプと謀ってイサドィ諸公会議を開催し、リャザン公国領の諸公らを謀殺した。しかしその翌年にはイングヴァリ(ru)に打ち破られ、ポロヴェツ族の地へと逃亡した。放浪の果てに、1240年にはヴォルィーニ地方に流れつくと、チェルニゴフ公ミハイルの子のロスチスラフが、ダニール、ヴァシリコ兄弟からガーリチを奪う戦いに助成した。その後ロスチスラフによってペレムィシュリに派遣されたが、ダニールの軍が接近すると逃亡した。以降の消息は不明である。
唯一の子であるエフスタフィーはリトアニア大公国に仕え、ミンダウガスの軍に所属した。